# Alarma entre los ángeles
"Alarma entre los ángeles" es un tema instrumental acreditado a Invisible, banda integrada en ese momento por Luis Alberto Spinetta, Pomo Lorenzo, Machi Rufino y Tomás Gubitsch. Está incluido como tercer track del álbum El jardín de los presentes, grabado en los estudios CBS, en el año 1976.

## Contexto
La canción fue compuesta en el primer semestre de 1976, en un momento dramático de la historia argentina, coincidente con el golpe de Estado del 24 de marzo de 1976 mediante el cual tomó el poder la última dictadura cívico-militar caracterizada por el terrorismo de Estado y decenas de miles de desaparecidos. La cuestión de la memoria será un tema clave en la lucha contra la dictadura.
Invisible, por su parte, una de las bandas más destacadas del rock argentino, había sido creada como trío en 1973 por Luis Alberto Spinetta, con Pomo Lorenzo (batería) y Machi Rufino (bajo), lanzando dos álbumes, Invisible en 1974 y Durazno sangrando en 1975. El jardín de los presentes es el tercer álbum de Invisible, pero es el resultado de un considerable cambio de la banda en 1976, tanto en su sonido -más volcado al tango-, como en su formación, al incluir un nuevo integrante (Tomás Gubitsch) y transformar el trío en cuarteto. Estos cambios tensionarían las relaciones en la banda y llevarían a su disolución a comienzos de 1977.
Casi simultáneamente, la compañera de Spinetta, Patricia, había quedado embarazada de quien sería su primer hijo, Dante, que habría de nacer en diciembre de ese año.

## La canción
Se trata de un tema instrumental de 6 minutos y medio en el que se destaca el virtuosismo de Tomás Gubitsch en los extensos solos de guitarra, que con apenas 18 años grababa su primer disco. 
El tema es una muestra de las primeras experiencias de composición de Spinetta orientadas hacia el jazz rock bajo la influencia de la Mahavishnu Orchestra de John McLaughlin, que caracterizaría más adelante la etapa de la Banda Spinetta y sobre todo Spinetta Jade.

Entonces había un intento general de fusión. Estaba comenzando a difundirse más el jazz-rock y creo que todos estábamos un poco saturados del rock más tradicional y elemental. Para mí fue súper importante escuchar los primeros discos de la Mahavishnu Orchestra (conjunto del guitarrista inglés Jonh McLaughlin). Marcaron un cambio muy grande en mi música y todo lo anterior, como Led Zeppelin y otros grupos comenzó a quedar de lado.
Luis Alberto Spinetta